# Sphaeronella leuckarti
Sphaeronella leuckarti is een eenoogkreeftjessoort uit de familie van de Nicothoidae. De wetenschappelijke naam van de soort is voor het eerst geldig gepubliceerd in 1868 door Salensky.